# Рыжий стафилин
Рыжий стафилин (лат. Oxyporus rufus) — редкий вид жуков из подсемейства Oxyporinae семейства стафилинидов.
Номинативный подвид распространён в Европе, Иране, Китае, России (Дальний Восток и Сибирь), на Корейском полуострове; подвид O. r. osawai распространён в Японии и на Корейском полуострове. Особей можно встретить на лугах, в оврагах хвойных лесов и горах. Живут поодиночке, либо в небольших группках. Личинки и жуки питаются исключительно плодовыми телами старых болетовых, например, боровиков, и аманитовых, внутри которых собственно и живут, выедая спороносный слой.
Длина тела имаго 6—12 мм. Тело красное. Голова, задняя часть надкрылий и два последних брюшных сегмента чёрные.
В России данный занесён в региональную Красную книгу Самарской области (2010 год).